# Çərçiboğan
Çərçiboğan è un comune dell'Azerbaigian situato nel distretto di Şərur.